# Diecezja Satu Mare
Diecezja Satu Mare (łac.: Dioecesis Satmariensis, rum.: Dieceza de Satu Mare) – katolicka diecezja rumuńska położona w północno-zachodniej części kraju, obejmująca swoim zasięgiem część Siedmiogrodu. Siedziba biskupa znajduje się w Satu Mare.

## Historia
Diecezja Satu Mare powstała 23 marca 1804 r. bullą papieża Piusa VII, z inicjatywy cesarza Franciszka II Habsburga, z wydzielenia ziem z części diecezji wielkowardańskiej. Obejmowała swoim zasięgiem terytorium na pograniczu: Słowacji i Siedmiogrodu, należącym do Królestwa Węgierskiego.
Po przegranej przez Austro-Węgry I wojny światowej, Węgry zmuszone były podpisać traktat pokojowy w Trianon (4 czerwca 1920 r.), na mocy którego utraciły wiele ziem na rzecz sąsiednich państw. Terytorium diecezji Satu Mare znalazło się w granicach trzech państw: Rumunii: 44 parafie z 80 kapłanami i 75 tys. wiernych, Czechosłowacji: 44 parafii z 70 kapłanami i 75 tys. wiernych oraz Węgrom: 14 parafii z 16 księżmi i 16 tys. wiernych. Spowodowało to konieczność likwidacji diecezji, która miała miejsce w 1930 r. poprzez połączenie jej rumuńskiej części z diecezją Oradea Mare.
Podczas II wojny światowej Siedmiogród znalazł się ponownie w granicach Węgier. Na krótko w latach 1941–1948 reaktywowaną diecezję Satu Mare, po czym ponownie wrócono do poprzedniego stanu sprzed wojny.
18 października 1982 r. papież Jan Paweł II ponownie erygował diecezję Satu Mare.

## Biskupi
- ordynariusz - bp Jenő Schönberger